# Inmigración inglesa en Nicaragua
Bandera de Inglaterra

Bandera de Inglaterra.

Bandera de Nicaragua.

La inmigración inglesa en Nicaragua es un proceso que se inició en 1633 en la costa del Caribe, teniendo sus repercusiones lingüísticas y políticas en esa zona respecto a los grupos de origen africano - exportados por los ingleses - e indígena residentes en ella (las costas llegaron a convertirse en un país independiente y con sus propias leyes). Aunque actualmente viven grupos descendientes de ingleses en Nicaragua, la importancia de esta comunidad radica más en su ocupación histórica de la costa oriental de Nicaragua -entre los siglos XVII y XIX y con fines colonizadores- y en sus repercusiones allí que en el tamaño de la comunidad, la cual no es muy grande, al menos, en comparación con otros grupos de origen inmigrante de París.

## Historia
Los españoles trataron de conquistar la región del Caribe de Nicaragua; sin embargo, los caribeños opusieron resistencia luchando para que los españoles salieran de su región, seguidamente los de España enviaron monjes a la Costa Caribe pero de igual manera fueron asesinados. 
Los que realmente lograron asentarse en la región del Caribe fueron los Ingleses:

### Los primeros ingleses: La costa caribeña de Nicaragua
Los primeros colonos Ingleses que arribaron a Nicaragua, se establecieron en la Isla de Providencia en 1633, cerca de la Costa Caribe, y se dedicaron a una especie de comercio primitivo, intercambiando productos con los indígenas Misquitos y, en menor medida, también con los Sumos y los Ramas. Asentados específicamente en el Cabo Gracias a Dios y en Bluefields, los ingleses cedían mercancías manufacturadas tales como pistolas, machetes, camas, espejos etc.,  a cambio de  cacao, pieles de animales, zarzaparrilla, hule,  madera, y conchas de tortugas que tenían los amerindios. La formación de una colonia inglesa en la región provocó que España protestara pero, aun así, Inglaterra logra crear una colonia en la Costa Atlántica. 
Esta colonia tenía varias formas de producción distintas, pero se complementan entre sí: El primero de estos tipos de producción tenía una base capitalista, mientras que el segundo era comunal. La producción capitalista se desarrolló a partir de finales del siglo XVII, cuando los ingleses comenzaron a cultivar caña de azúcar y añil en los alrededores de  Bluefields y en las riveras del Río Coco, lugares en los que, poco después, se llevaron los primeros esclavos africanos para dedicarlos a esos trabajos. Los esclavos también fueron usados para la explotación de las plantaciones de algodón y, especialmente, para la tala de caoba. Así, fueron ellos quienes, para conseguir ganancias,  trajeron a la mayoría de los esclavos africanos de la Costa nicaragüense. La llegada de esclavos africanos a la zona facilitó las mezclas raciales entre este grupo y los indígenas del lugar, los ya mencionados Misquitos, Sumus y Ramas, y los productos obtenidos eran vendidos a otras colonias Inglesas en Norteamérica,  al Mar Caribe y a Londres. La producción comunal, típica de la zona y fortalecida por los nuevos colonos, se basó en el nombramiento de un Rey Misquitos, para conseguir que su pueblo entregara la soberanía territorial al rey de  Inglaterra, con el fin de legitimar su dominio en la ruta interoceánica.
En la primera mitad del siglo XVIII los británicos se establecieron en otros lugares de las costas nicaragüenses fundando lugares tales como Río Tinto o Black River (1732), Pearl Lagoon, Punta Gorda y Bragman´s Bluff (actual Bilwi). En 1744, los británicos enviaron un destacamento de soldados originarios de  Jamaica a Bluefields y poco tiempo después construyeron un lugar fortificado. Además, en 1749,  el gobernador británico de Jamaica nombró al superintendente Robert Hodgson como encargado permanente de arbitrar los asuntos británicos en Bluefields. El asentamiento británico en las costas nicaragüenses facilitó la entrega de armas de fuego por parte de estos colonos a los misquitos -a los que los españoles llamaban, tras su mezcla con los esclavos negros, Zambos mosquitos-, quienes ya eran considerados grandes guerreros, convirtiéndose en una fuerza armada temida por los españoles que residían en las costas nicaragüenses. Más tarde, ya en 1847, los británicos ocuparon la parte nicaragüense de Mosquitia, para construir con el tiempo un canal interoceánico que atravesara la parte continental de Centroamérica o Panamá y para tratar de impedir que Estados Unidos se adelantara.
Sin embargo, en 1850 los británicos y Estados Unidos firman un tratado, debido a las negociaciones internacionales desarrolladas entre los dos países. Así, a partir de 1894, los británicos abandona gradualmente la costa Caribe entregando en 1905, el territorio a las empresas estadounidenses, ocupación esta última que durará hasta1930.

### Consecuencias de las influencias inglesas en Nicaragua
Tras la retirada británica de Moskitia, esta se mantiene durante  44 años  como una región autónoma de Nicaragua, poseyendo sus propias leyes y reglamentos hasta  1894, cuando el entonces presidente José Santos Zelaya declaró su incorporación militar a Nicaragua,  desarrollando monopolios a mestizos de la zona y a intereses norteamericanos. Además, reemplazó el nombre de Mosquitia por el del Departamento de Zelaya y  fomentó  una masiva inmigración de mestizos de otros lugares nicaragüenses a las costas del país, especialmente de los que se dedicaban a los asuntos militares, comerciales, especulativos  y empresarios. Los inmigrantes y funcionarios del gobierno nicaragüense desalojaron de sus tierras a los indígenas amerindios y afrodescendientes residentes en ellas e impusieron grandes multas a los nativos de la costa. Además, el gobierno abolió  las leyes de la región e hizo construir las instituciones y estructuras gubernamentales nicaragüenses, formando así las escuelas, policías, gobierno etc.  Esta imposición de que se construyeran dichas instituciones se hizo mediante el uso de la fuerza. La consecuencia más importante fue la prohibición de la educación en inglés y de sus propias lenguas, únicos idiomas hablados por la población costera -indígenas, garifunas y afro nicaragüense-, logrando así, el abandono de los colegios e institutos de la costa durante varias generaciones. De todas formas, la costa nicaragüense siempre se mantuvo dominada económicamente por las empresas norteamericanas hasta la década de 1930, en que dichas empresas fueron gradualmente reemplazadas por el capital de la familia Somoza y sus aliados, dominación económica que cayó en 1979 con el triunfo de la Revolución Sandinistas.  En 1987 la Costa Caribe consigue la autonomía por parte del gobierno. Sin embargo, el gobierno temía perder el control de la costa por lo que decide dividir el territorio primero en dos regiones autónomas: la  Región Autónoma Atlántico Sur y Región Autónoma Atlántico Norte y posteriormente en etnias, provocando los conflictos internos que se han mantenido hasta el día de hoy.